# Lagerung (Pflege)
Als Lagerung (auch Patientenlagerung, Positionierung oder Positionsunterstützung) wird in der Pflege und Medizin die zielgerichtete Positionierung eines Pflegebedürftigen oder Patienten in eine bestimmte, günstige Körperhaltung bezeichnet. Die Zielsetzung der Lagerung ist unterschiedlich; sie dient zum Beispiel der Druckentlastung sowie der Vermeidung von Folgeschäden, der Atmungserleichterung, der Unterstützung therapeutischer Maßnahmen, der Schmerzlinderung oder ist Teil einer bestimmten medizinischen Behandlung oder von Erste-Hilfe-Maßnahmen. Der Übergang von einer Lagerung in eine andere wird Bewegungsübergang oder Transfer genannt. Diese Transfers sind Teil der Mobilisation, der Pflegebedürftige soll so viel wie möglich mithelfen.

## Begriff
In der professionellen Pflege ist der Begriff „Lagerung“ umstritten, da er aus Sicht des Gepflegten passiv wahrgenommen wird und die aktive Teilhabe des Pflegebedürftigen an der Lageveränderung nicht unterstützt. Neuere Schriften, beispielsweise der Expertenstandard Dekubitusprophylaxe verwenden daher den Begriff „Positionsunterstützung“ oder „positionsunterstützende Maßnahmen“.

## Lagerungsarten

### Atmungserleichternde Positionen

#### Lagerungen bei Atemnot
Bei Atemnot muss der Oberkörper grundsätzlich hoch gelagert werden. Die einfachste Lagerung aus diesem Bereich ist die Oberkörperhochlagerung, mit der gleichzeitig der Aspiration vorgebeugt wird. Ist die Ursache herzbedingt (Herzinsuffizienz), sollten zusätzlich die Beine tief gelagert werden, um das Herz zu entlasten. Oberkörperhochlagerung bei gleichzeitiger Beintieflagerung wird daher auch Herzbettposition genannt. Besonders wirksam sind Kutscher- und Reitersitz. Beim Reitersitz sitzt der Patient verkehrt auf dem Stuhl und kann sich auf der Rückenlehne abstützen.

#### Dehnlagerungen
Dehnlagerungen dehnen gezielt einzelne Lungenabschnitte, um sie besser zu belüften und die Atmung so zu verbessern. Sie sind Teil der Pneumonie- und Atelektasenprophylaxe. Drehdehnlage, Halbmondlage und die sogenannten VATI-Lagerungen (V-/A-/T-/I-Lagerung) sind solche Dehnlagerungen.

#### Drainagelagerungen
Zur Sekretlockerung werden Drainagelagerungen, beispielsweise die 135°-Lagerung oder Quincke-Hängelage angewandt. Die oben liegenden Lungenareale werden dadurch besser belüftet, das Bronchialsekret kann der Schwerkraft folgend Richtung Lungenhilus abfließen.
In der Intensivpflege wird häufig die komplette und inkomplette Bauchlagerung durchgeführt, wodurch Bronchialsekret besser abfließen kann und die dorsobasalen Lungenabschnitte besser belüftet werden.
Die Atmungssituation wird entweder durch Pflegefachkräfte im Rahmen der Pflegediagnose beurteilt und die erforderlichen Lagerungen geplant oder erfolgen auf ärztliche Anordnung. Die Durchführung erfolgt durch Pflegekräfte.

### Druckentlastende Positionen
Ein Schwerpunkt angewandter Lagerungen liegt in der Druckentlastung und der Prophylaxe von Druckgeschwüren und zur Entlastung bereits bestehender Hautläsionen, die durch eine mangelnde Eigenbewegung des Pflegebedürftigen entstehen. Angewandte Lagerungen sind beispielsweise die 30°-Seitenlagerung, 5-Kissen-Hohllagerung, Lagerung auf der schiefen Ebene und die 135°-Lagerung, bei besonderer Gefährdung auch Weich- oder Superweichlagerung auf Antidekubitus- oder Wechseldruckmatratzen. Die Gefährdungssituation wird durch Pflegefachkräfte im Rahmen der Pflegeanamnese erfasst und die Maßnahmen zur Druckentlastung geplant. Als Faustregel gilt ein Lagerungsintervall von zwei Stunden, jedoch kann die Lagerungsfrequenz je nach Bedarf erhöht oder vermindert werden. Die Durchführung erfolgt durch Pflegekräfte oder kann an Pflegehelfer beziehungsweise Pflegeassistenten delegiert werden.

#### Mikrolagerung
Mikrolagerung ahmt das physiologische Bewegungsmuster des gesunden Menschen nach, der bis zu 40 Mikrobewegungen pro Stunde ausführt. Die Methode wird als eine von mehreren Interventionen im Rahmen der Dekubitusprophylaxe angewendet.
Beispielsweise wird ein kleines Kissen (oder ein zusammengefaltetes Handtuch) von der Seite unter das Hüftgelenk geschoben, um dann nach etwa 15 Minuten unter eine andere Körperregion (zum Beispiel die Schulter) zu wechseln. Auf diese Weise ist es möglich, bei einem schlafenden Menschen kleinste Lageveränderungen und damit eine leichte, punktuelle Druckreduzierung zu bewirken, ohne ihn zu wecken. Diese Methode eignet sich auch für Patienten, die auf größere Positionsveränderungen mit starkem Unbehagen oder Schmerzäußerungen reagieren.

### Kontrakturprophylaktische Lagerung
Durch Schon- und Schmerzhaltungen sowie durch falsche Lagerung, durch verschiedene Grunderkrankungen oder ruhigstellende Therapien einzelner Gliedmaßen können beim Pflegebedürftigen Beuge- oder Streckkontrakturen entstehen. Diese sollen durch die Lagerung in der physiologischen Mittelstellung, die Adduktorenkontrakturlagerung und durch Einsatz eines Bettbogens zur Spitzfußprophylaxe vermieden werden. Insbesondere die Beachtung abwechselnder Beugung und Streckung der verschiedenen Gelenke bei der Durchführung der Lagerung und der Vermeidung von spastikauslösenden Faktoren können lagebedingte Kontrakturen vermieden werden. Planung und Durchführung obliegt den Pflegekräften, teilweise sind für spezielle Erkrankungen besondere Lagerungstechniken notwendig, beispielsweise die Lagerung nach Bobath oder Tetraplegielagerung. Bei Ruhigstellungen wie Lagerungsschienen, Gipsverbänden oder Extensionen sind in der Regel physiotherapeutische Maßnahmen notwendig, die Lagerung erfolgt hierbei auf Anordnung des Arztes.

### Lagerungen bei neurologischen Patienten

#### Lagerung bei erhöhtem Hirndruck
Bei erhöhtem Hirndruck ist eine Oberkörperhochlagerung mit 15–30° notwendig. Eine Behinderung des venösen Abstroms wird so vermieden. Der Kopf soll in Normalposition gelagert werden.

#### Lagerung bei Hemiplegie
Das Bobath-Konzept beinhaltet auch mehrere Lagerungsarten, um der Spastik und Kontrakturen entgegenzuwirken. Bei der Lagerung auf der mehr betroffenen Seite stimuliert der Auflagedruck die betroffenen Körperstellen. Die weniger betroffene Seite kann aktiv benutzt werden.
Bei der Lagerung auf der weniger betroffenen Seite kann sich der Muskeltonus entspannen, die betroffenen Personen fühlen sich meist wohler, weil sie ihre Lage aktiv mitgestalten können. Allerdings ist ihr Aktionsspielraum kleiner, weil die beeinträchtigte Seite oben liegt.
Diese Lagerungen erfordern eine entsprechende Ausbildung, hier sind viele Fehler möglich.
Auch die Vojta-Therapie nutzt Lagerungen für neurologische Patienten. Durchgeführt werden sie von Vojta-Therapeuten.

### Lagerungen in der Ersten Hilfe

Stabile Seitenlage

Lagerungen werden im Rahmen der Lebensrettende Sofortmaßnahmen in der Ersten Hilfe eingesetzt. Zu diesen Lagerungen gehören die stabile Seitenlage, die Schocklage (Trendelenburg-Lagerung) und die Oberkörperhochlagerung.

### Operationslagerungen
→ Hauptartikel: Operationslagerung
Operationslagerungen dienen dazu dem Chirurgen während einer Operation den bestmöglichen Zugang zum Operationsgebiet zu gewährleisten und dabei gleichzeitig Lagerungsschäden wie Druckgeschwüre oder Kontrakturen des Patienten durch geeignete Lagerungen und Lagerungshilfsmittel zu vermeiden. Zu den Operationslagerungen gehören beispielsweise die Steinschnittlage, die Seitenlage, die Anti-Trendelenburg-Lagerung, die Jackson-Lagerung, die Killian-Lagerung, die Overholt-Lagerung und die Bauchlagerung. Diese Lagerungen werden auf Anordnung des Operateurs von einer Fachpflegekraft im Operationsdienst oder durch eine Fachperson für Operationslagerungen durchgeführt. Für die Lagerung der Arme und des Kopfes ist der Anästhesist zuständig.

### Therapeutische Lagerungen
Lagerungen können eingesetzt werden, um therapeutische Maßnahmen zu unterstützen, beispielsweise um nach Operationen ein Wundgebiet zu entlasten, den Sekretabfluss zu unterstützen, Schmerzlinderung zu erreichen oder einen diagnostischen beziehungsweise therapeutischen Eingriff zu ermöglichen.
Zu diesen Lagerungen gehören die Seitenlagerung beim Säugling mit Plagiozephalie, die Beatmung in Bauchlage, die Douglaslagerung (Beckentieflagerung), die Lagerungsdrainage nach Giebel, Lagerung bei Thoraxdrainage, Lungenresektionslagerung, Cardiac-Lagerung, Extensionslagerungen, Nestchenlagerung, Lagerung im Schlittenbett oder Stufenbett sowie die Lagerung zum Legen einer Magensonde und die Lagerung zur Knochenmarkspunktion. Diese Lagerungsformen werden auf ärztliche Anordnung durch Pflegefachkräfte durchgeführt.

## Lagerungshilfsmittel

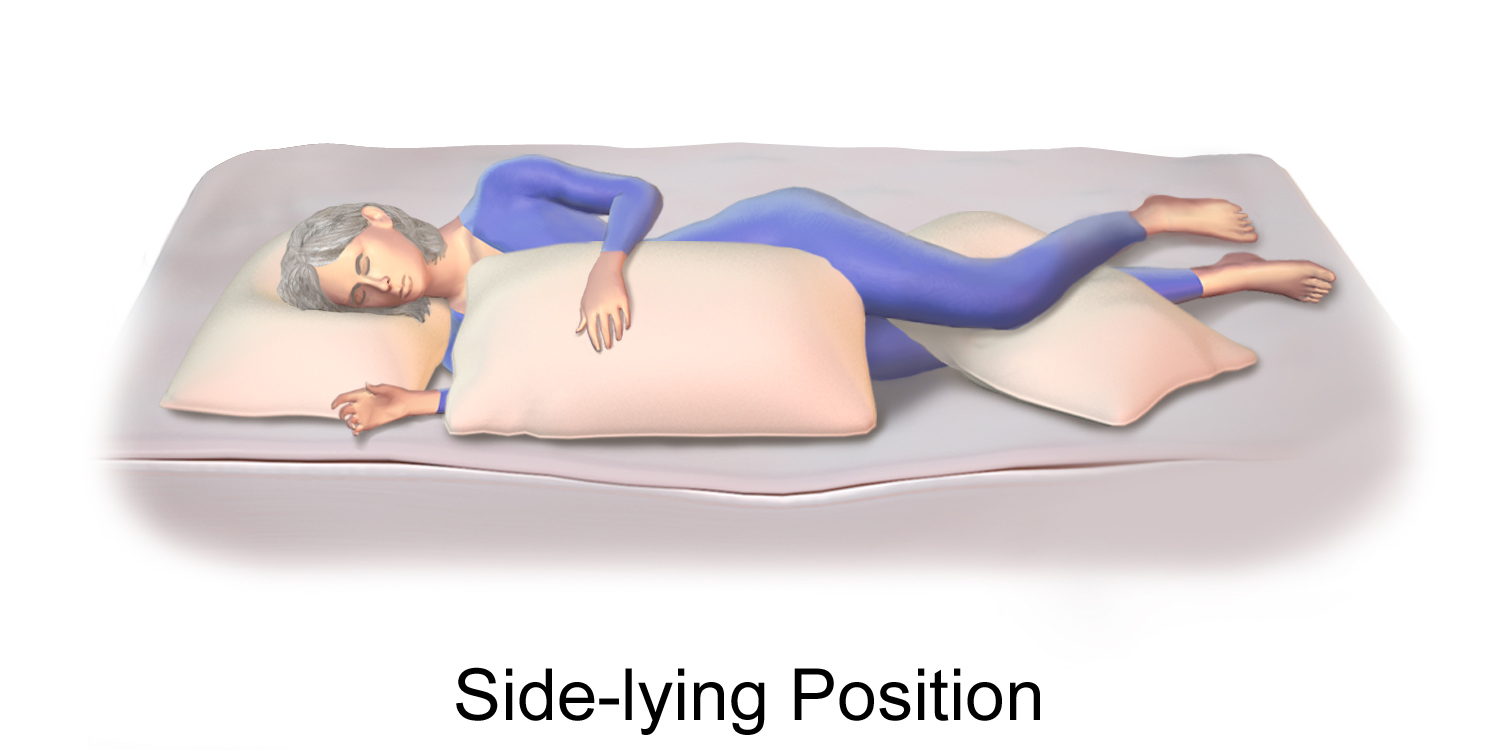
Kissen unterstützen eine seitliche Positionierung

Als Lagerungshilfen werden alle zur Positionsunterstützung verwendeten Hilfsmittel bezeichnet. Bei der Auswahl werden verschiedene Kriterien berücksichtigt. Zum einen sollen die eingebrachten Hilfsmittel aus Sicht des Gepflegten benutzerfreundlich sein, das heißt, sie sollen bequem, hautfreundlich, druckentlastend bzw. -verteilend und geräuscharm sein sowie Feuchtigkeit ableiten und die Luftzirkulation gewährleisten. Zum anderen sollen die Hilfsmittel den Bedürfnissen der Pflegenden entsprechen, das heißt, sie sollen einfach zu handhaben oder zu bedienen, gut kontrollierbar sein und, im Fall technischer Hilfsmittel, über einen leicht zu erreichenden Kundendienst verfügen. Sie müssen hygienischen Anforderungen genügen; mehrfach verwendbare Materialien müssen kochfest, desinfizierbar oder sterilisierbar sein. Ein weiterer Aspekt ist die Wirtschaftlichkeit: Günstige Anschaffungspreise, Kompatibilität mit vorhandenen Hilfsmitteln, haltbare Materialien und einfache Entsorgung spielen dabei eine Rolle.
Zur Lagerung können einfache Kissen verschiedener Größe und zusammengerollte Decken verwendet werden, insbesondere bei Mikro-, Frei- und Hohllagerung auch Handtücher und kleine Kissen. Im Handel sind weitere Lagerungshilfen erhältlich, beispielsweise Mikrofaserkissen, Polystyrolkissen in verschiedenen Größen, U-Kissen in verschiedenen Längen und kunststoffüberzogene Schaumstoffkeile, -quader, -rollen und Donutkissen. Bei besonders gefährdeten, überwiegend bettlägerigen Pflegebedürftigen finden spezielle Matratzen für die Weich- und Superweichlagerung Verwendung, beispielsweise Lochmatratzen, Antidekubitus- oder Wechseldruckmatratzen.
Luft- oder wassergefüllte Sitzringe, Lochauflagen, Felle aus Synthetikmaterialien sowie verschiedene Fersen- und Ellbogenschoner werden vom Nationalen Expertenstandard Dekubitusprophylaxe in der Pflege nicht empfohlen.